# California (Schiff, 1974)
Die California, auch als USS California bezeichnet, (Kennung: DLGN-36/CGN-36) war ein Atomkreuzer und das Typschiff der gleichnamigen Klasse der United States Navy.

## Geschichte
Die California wurde 1970 bei Newport News Shipbuilding auf Kiel gelegt und 1974 bei der US Navy in Dienst gestellt. Ihre erste Einsatzfahrt führte das auch „Golden Grizzly“ genannte Schiff von 1976 bis 77 zur 6. Flotte ins Mittelmeer. Im Sommer 1977 nahm das Schiff an der Parade zum 25-jährigen Thronjubiläum von Königin Elisabeth II. in Portsmouth teil.
Ende 1979 unterbrach die California eine Fahrt im Mittelmeer und fuhr mit einer nur aus Atomschiffen bestehenden Einsatzgruppe (Nimitz und Texas) in den Persischen Golf, wo die Gruppe während der Geiselnahme von Teheran bis Mai 1980 blieb.
Ab April 1981 führte die California Manöver im Indischen Ozean durch, den sie von Westen anfuhr. Später verließ sie ihn Richtung Osten und führte somit eine Weltumrundung durch, die erste eines nuklear getriebenen Kriegsschiffes seit der Operation Sea Orbit 1964. Nach einer Überholung verlegte die California ihren Heimathafen ab 1983 in den Pazifik. Nach Fahrten mit der Constellation im Indischen Ozean umrundete das Schiff 1987 ein weiteres Mal den Globus. Im folgenden Jahr befuhr die California den Indischen Ozean und den Persischen Golf, wo sie im Dezember den letzten Konvoi im Rahmen von Operation Earnest Will beschützte.
1990 lag wieder eine Überholung und Nachfüllung des Reaktors an, die in der Puget Sound Naval Shipyard stattfand. Dies dauerte bis Anfang 1993, so dass sie den gesamten Zweiten Golfkrieg in der Werft verbrachte. Die erste Fahrt der California nach der Überholung fand ab Juni 1994 statt und führte sie mit der Kitty Hawk in den Westpazifik, zu Übungen mit den Selbstverteidigungsstreitkräften Japans und der Marine der Republik Korea. Nach einer weiteren kurzen Überholung diente sie noch einmal im Westpazifik, dieses Mal mit der Carl Vinson, wobei sie an Operation Southern Watch und Operation Desert Strike teilnahm. Die letzte Fahrt der California fand ab Januar 1998 statt, sie diente der Bekämpfung des Drogenschmuggels im Ostpazifik und der Karibik.
Das Schiff wurde am 28. August 1998 außer Dienst gestellt und 2001 dem Ship-Submarine Recycling Program in der Puget Sound Naval Shipyard zugeführt. Damit war sie der letzte Atomkreuzer der US-Navy, der außer Dienst gestellt worden ist.